# Drymeia qiaoershanensis
Drymeia qiaoershanensis är en tvåvingeart som beskrevs av Fan 1993. Drymeia qiaoershanensis ingår i släktet Drymeia och familjen husflugor.
Artens utbredningsområde är Sichuan (Kina). Inga underarter finns listade i Catalogue of Life.